# バイクブロス
バイクブロスは、プロトコーポレーションが運営している、オートバイ関連のWebサービスや出版のサービスの名称である。略称は「バイブロ」であるが、あまり浸透していない。
2019年3月31日まで、東京都千代田区に本社を置くグループ会社株式会社バイクブロスが運営していた。

## 概要
株式会社バイクブロスは、1999年12月に二輪ロードサービスなどを行うジャパンベストレスキューシステムの持分法適用会社として設立した。2010年4月に中古車情報誌『Goo』や中古オートバイ情報誌『GooBike』などを発行する「プロトコーポレーション」に譲渡され子会社となった。同社はかつて、社名と同じタイトルのオートバイ雑誌『バイクブロス』を刊行していたことがあり、オートバイ関連の情報を発信するウェブサイトである『BikeBros.』ならびに『BikeBros Magazines.』を運営していた。
しかし赤字が続いていたことから、不採算部門を整理し、プロト社のGooBike事業とBikeBros.とを連動させる目的で、株式会社バイクブロスをプロト社に吸収合併させることとなった。
- 2018年12月、2005年より運営していた通販サイトを2019年1月31日を以って閉店することを発表。ポイントサービスの提供も2018年12月14日にて終了。
- 2019年1月31日付で雑誌出版事業から撤退。発行していた全雑誌は2019年3月号をもってすべて休刊となった。

## 出版物

### 雑誌
- バイクブロス（首都圏版・関西版・中四国版・九州版）※刊行終了
- ロードライダー[注釈 1]→2019年5月よりモーターマガジン社にて新雑誌「Heritage&legends」として新創刊。
- アウトライダー[注釈 1]※定期発行終了。
- HOT BIKE Japan[注釈 2]→「株式会社HLDC」が引き継ぎ、2019年12月より季刊ムック本として再スタート。
- バージンハーレー→担当していた編集プロダクション「ビッグツリープロダクション」が出版コードを引き継ぎ2019年5月より新雑誌「VIVID HARLEY」として新創刊（販売：メディア・パル）。
- バージンBMW
- バージンドゥカティ
- BMW BIKES[注釈 2]→担当していた編集プロダクション「ムックハウス」が出版コードを引き継ぎ2019年5月より再スタート（販売：日栄化工グループの新会社「日栄出版」）。
- DUCATI BIKES
- 月刊ガルル[注釈 3]→2019年3月、当時のスタッフにより新発行会社「株式会社モト・ナレッジ」が設立され、2019年5月より内外出版社にて新雑誌「GoRIDE」として新創刊。
- モトメンテナンス[注釈 2]→2019年10月より内外出版社にて季刊誌「モトメカニック」として新創刊。
- モトギアプラス
- スマイルバイク

### ムック
- スーパースポーツライダー（2011年 - 2012年）[2]
- 絶版BIKES
- 二輪生活